# (74410) 1999 AX4
1999 أي أكس 4 (ويعرف أيضًا باسم (74410) 1999 أي أكس 4 وفق تسمية الكوكب الصغير) (بالإنجليزية: 1999 AX4)‏ هو كويكب ضمن حزام الكويكبات؛ وترتيبه 74410 من حيث الاكتشاف.
اكتُشف هذا الجُرم الفلكي بواسطة تاكاو كوباياشي في 11 يناير 1999.

## وصلات خارجية
- (74410) 1999 AX4 في قاعدة بيانات مختبر الدفع النفاث لأجرام النظام الشمسي الصغيرة

- الاكتشاف · مخطط المدار ·  العناصر المدارية · المعلمات المادية

- (74410) 1999 AX4 على موقع ويكي سكاي: DSS2, SDSS, GALEX, IRAS, Hydrogen α, X-Ray, Astrophoto, Sky Map, Articles and images